# پارتیزان‌های شوروی
پارتیزان‌های شوروی اعضای جنبش‌های مقاومت بودند که در طی جنگ جهانی دوم، اقدام به شرکت در جنگ‌های چریکی علیه نیروهای محور در اتحاد جماهیر شوروی، قلمروهای لهستان ضمیمه شده به خاک شوروی در سال‌های ۱۹۴۱ تا ۴۵ و نیز شرق فنلاند کردند. این فعالیت‌ها پس از اجرای عملیات بارباروسا توسط آلمان نازی از اواسط سال ۱۹۴۱ شکل گرفتند و با هماهنگی و کنترل دولت شوروی و با الگوگیری از ارتش سرخ به پیش می‌رفتند. پارتیزان‌ها کمک‌های قابل‌توجهی به جنگ کردند، و این شامل برهم زدن نقشه‌های آلمان برای بهره‌برداری اقتصادی از سرزمین‌های اشغالی شوروی، حملات برنامه‌ریزی‌شده علیه شبکه ارتباطی پشت خطوط جنگی آلمان، فعالیت سیاسی و انتشار روزنامه‌ها و اعلامیه‌ها در میان مردم محلی، و در نهایت ایجاد و حفظ احساس عدم امنیت در میان نیروهای آلمانی می‌شد.
پارتیزان‌های شوروی همچنین در مناطق لهستانی و بالتیکی میان دو جنگ که پیشتر توسط اتحاد جماهیر شوروی در سال‌های ۱۹۳۹–۱۹۴۰ اشغال شده بودند، فعالیت داشتند اما در آنجا از پشتیبانی کمتری برخوردار بودند و اغلب با گروه‌های محلی پارتیزانی و همچنین پلیس کمکی تحت هدایت آلمان درگیر می‌شدند.